# Old Isaacs, the Pawnbroker
Old Isaacs, the Pawnbroker oder Old Isaac, the Pawnbroker (deutsch: Old Isaacs, der Pfandleiher) ist ein US-amerikanisches Melodram des Regisseurs Wallace McCutcheon sr. aus dem Jahr 1908. Das Drehbuch schrieb David Wark Griffith nach dem 1906 von Charles E. Blaney geschriebenen Bühnenstück Old Isaacs from the Bowery, das wiederum auf The Auctioneer von Charles Klein, Lee Arthur und David Belasco aus dem Jahr 1901 und George H. Jessops Sam’l of Posen von 1886 zurückgeht. Der Stummfilm ist eine Produktion der American Mutoscope and Biograph Company.

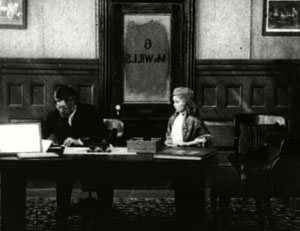
Das kleine Mädchen bei der Amalgamated Association of Charities

## Handlung
In einer ärmlichen Unterkunft liegt eine Frau fiebernd und hungernd im Bett, umsorgt von ihrer sechsjährigen Tochter. Ein hartherziger Vermieter hat die kleine Familie bereits zur Räumung ihrer Wohnung aufgefordert. Verzweifelt schickt die Mutter ihre Tochter zur Amalgamated Association of Charities, dem fiktiven Verband der Wohltätigkeitsorganisationen. Doch anders als erhofft wird ihr keine Hilfe gewährt, sie wird von einem Büro zum nächsten geschickt und erfährt schließlich, dass zunächst eine Untersuchung der Angelegenheit erforderlich ist. Erst in der kommenden Woche wird ein Ermittler der Organisation bei der Familie vorbeischauen. Als die Tochter von ihrem Gang nach Hause kommt versinkt die erschöpfte Mutter in Bewusstlosigkeit.
Verzweifelt begibt sich das Mädchen mit einem Paar alter Schuhe, einem wertvollen Besitz, zum (jüdischen) Pfandhaus, um Geld für ein wenig Essen zu beschaffen. Auch dort wird sie von einem Angestellten abgewiesen, der die in seinen Augen wertlosen Schuhe nicht annimmt. Wieder zu Hause verabschiedet sich das Mädchen von seiner geliebten Puppe und bringt sie zum Pfandhaus. Als der Angestellte sie erneut fortschicken will wird Old Isaac, der Inhaber des Pfandhauses, auf sie aufmerksam. Er befragt das Mädchen und weist seinen Angestellten an, ihr das gewünschte Geld zu geben.
Old Isaac folgt dem Mädchen bis zu ihrer Unterkunft und kauft auf dem Weg die nötigsten Dinge um den Zustand der Mutter zu verbessern. Er trifft gerade noch rechtzeitig ein, um den Gläubiger auszubezahlen und die Räumung der Wohnung zu verhindern. Zudem bringt er einen Arzt, Essen, Kleidung und die alte Puppe des Mädchens mit, zusammen mit einer neuen und größeren Puppe. Die Familie ist gerettet und von der größten Not befreit.

## Produktionsnotizen

### Drehbuch
David W. Griffith hatte wiederholt versucht, Drehbücher an Filmstudios zu verkaufen. Bis er bei der Biograph Company vorsprach war er wiederholt abgewiesen worden, auch von Edwin S. Porter bei den Edison Studios, der ihn 1907 mit einem Drehbuch auf der Basis der Oper Tosca abwies und ihm stattdessen eine Hauptrolle in Rescued from an Eagle’s Nest verschaffte. Die Biograph wollte Griffith ebenfalls als Schauspieler beschäftigen, kaufte aber dennoch mehrere seiner Drehbücher, darunter die für Old Isaacs, the Pawnbroker und At the Crossroads of Life. Das war für Griffith von großer Bedeutung, da er sich bereits mehr in der Rolle des Drehbuchautors und des Filmregisseurs sah. Auch finanziell waren die rasch niedergeschriebenen Drehbücher lohnend, sie brachten ihm jeweils 15 US-Dollar, für einen Drehtag als Schauspieler erhielt er nur 5 Dollar.
Das Drehbuch zu Old Isaacs, the Pawnbroker basierte weitgehend auf dem 1906 von Charles E. Blaney geschriebenen Bühnenstück Old Isaacs from the Bowery, das schnell in das Repertoire zahlreicher Tourneetheater aufgenommen worden war. Diese Vorlage war wiederum eine Zusammenstellung von Teilen des Broadway-Dramas The Auctioneer von Charles Klein, Lee Arthur und dem ungenannten David Belasco aus dem Jahr 1901 und George H. Jessops Melodram Sam’l of Posen von 1886. Old Isaacs, the Pawnbroker war das erste verfilmte Drehbuch von Griffith.

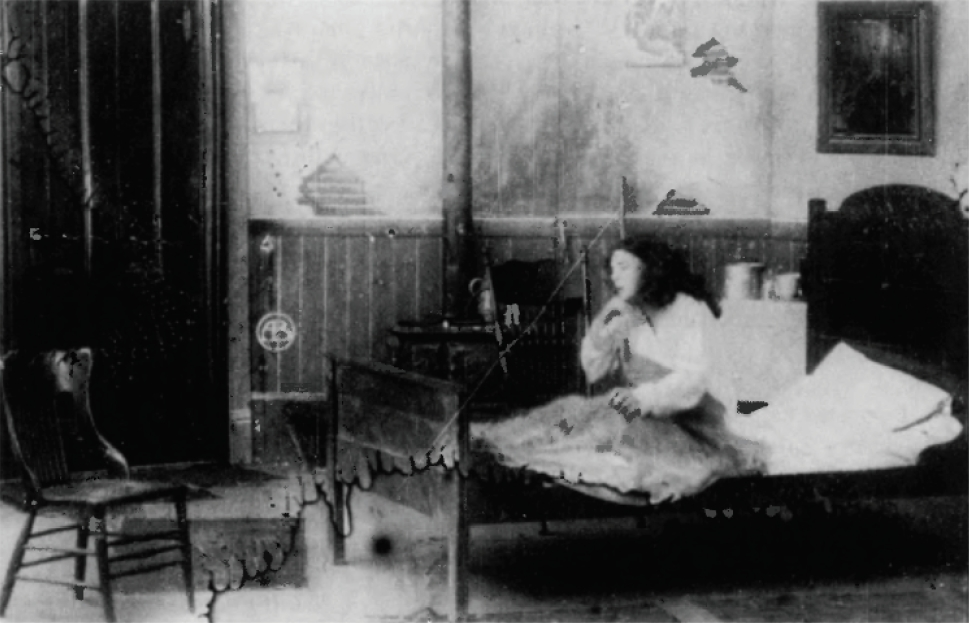
Rückblende: die zu Hause zurückgebliebene kranke Mutter

### Technik
Der Film ist technisch nicht auf dem Stand des Jahres 1908. Das ist vor allem darin begründet, dass die Biograph Company sich seit geraumer Zeit im Niedergang befand und zu wenige Kopien ihrer Filme absetzen konnte, andere Unternehmen wie die Vitagraph waren innovativer und kreativer. Dennoch weist Old Isaacs, the Pawnbroker einige interessante Merkmale auf. So schafft das kleine Mädchen während des Films die Verbindung zwischen den Orten der Handlung, indem ihr die Kamera von Einstellung zu Einstellung folgt. Die Kamera folgt ihr auch in den Büros der Wohltätigkeitsorganisation von Raum zu Raum. Als sie das letzte Büro erreicht wird auf eine frühere Einstellung zurückgeblendet, die kranke Mutter richtet sich hustend in ihrem Bett auf und sinkt wieder zurück, in der folgenden Einstellung erfährt das Mädchen, dass die sofort benötigte Hilfe nicht gewährt wird. Diese Parallelmontage räumlich und (möglicherweise) zeitlich getrennter Einstellungen wurde nicht zum ersten Mal eingesetzt. Gleichwohl wurden derartige Rückblicke 1908 und noch Jahre später meist nicht durch Schnitte, sondern in einem Bild durch Doppelbelichtungen realisiert. Erst David W. Griffith sollte die in Old Isaacs angewandte Parallelmontage später bis zur Meisterschaft fortentwickeln.
Old Isaacs, the Pawnbroker ist ein One-Reeler auf 35-mm-Film mit einer Länge von 969 Fuß. Er wurde am 17., 18. und 19. März 1908 in einem Studio in New York City gedreht.

### Vertrieb und Überlieferung
Der Film wurde erstmals am 28. März 1908 aufgeführt. Eine restaurierte Kopie befindet sich im National Center for Jewish Film an der Brandeis University in Waltham, Massachusetts. Sie wurde 1980 auf VHS-Video und später auf DVD veröffentlicht.

## Kritik
The Moving Picture World veröffentlichte in ihrer Ausgabe vom 28. März 1908 eine auf Angaben der Biograph Company beruhende Besprechung, in der Old Isaacs, the Pawnbroker für die Darstellung der Barmherzigkeit des jüdischen Protagonisten gepriesen wurde. Der Film zerstreue die bösartigen gegen das jüdische Volk gerichteten Verleumdungen ((…) dissipates the malignant calumnies launched at the Hebraic race). Obgleich die Geschichte zu Tränen rühre, weise sie auch einige lichtere Momente auf, so während einiger komischer Szenen im Pfandhaus.
Die US-amerikanische Filmhistorikerin Eileen Bowser sieht Old Isaacs, the Pawnbroker als eine anrührende Geschichte aus der Lebenswelt jener Menschen, aus denen sich das Publikum der Kinos im frühen 20. Jahrhundert vorrangig zusammensetzte: Einwanderer und Angehörige der städtischen Armenschicht. Auf diese Zielgruppe ausgerichtet zeige der Film die Slumbewohner positiv und von moralischer Überlegenheit gegenüber den Angehörigen der Mittel- und Oberschicht. Damit bildet er eine Ausnahme, das Thema der Helden aus der Unterschicht für das Publikum der Unterschicht wurde nur selten aufgegriffen, obwohl solche Filme oft besonders erfolgreich waren. Generell war die zeitgenössische Filmproduktion auf die Darstellung der oberen Mittelschicht ausgerichtet und mied in den Hauptrollen die Darstellung der High Society wie die Darstellung der Armen. Die Themen der mächtigen aber herzlosen und bürokratischen Wohltätigkeitsorganisation und der totalitären Reformbewegung waren allerdings vergleichsweise populär und erscheinen wiederholt auch in dem filmischen Werk David W. Griffith’. Beispiele sind Simple Charity (1910), The Reformers, or the Lost Art of Minding One’s Own Business (1913) und schließlich Intoleranz (1916).
Bowser, ihre Kollegin Miriam Hansen und zahlreiche weitere Filmhistoriker haben sich mit Old Isaacs, the Pawnbroker befasst. Der jüdische Pfandleiher Old Isaacs entspricht in Bezug auf seinen Beruf dem antijüdischen Stereotyp des Wucherjuden. Auch die Physiognomie der Juden, Old Isaacs künstliche Nase, seine Frisur und seine Kleidung, sind Reproduktionen bekannter stereotyper Darstellungen. Damit wird eine lange antisemitische Tradition des US-amerikanischen Vaudeville aufgegriffen, die auch in den frühen Film Eingang gefunden hat. Beispiele sind insbesondere antisemitische Filme der Unternehmen Edison Studios und Vitagraph: Cohen’s Advertising Scheme (Edison, 1904), Cohen’s Fire Sale (Edison, 1907) und Lightning Sketches (Vitagraph, 1907). Die für das Vaudeville typischen Slapstick-Elemente boten ebenfalls breiten Raum für das Verächtlichmachen von Minderheiten. Andererseits gab es im frühen Film bereits eine Reihe jüdischer Komiker, die in Handlungsrahmen wie dem Wilden Westen, dem amerikanischen Bürgerkrieg oder Preiskämpfen den Spieß herumdrehten und den jüdischen Protagonisten vorteilhaft gegenüber anderen Ethnien darstellten.
Melodramen wie Old Isaacs, the Pawnbroker zeichnen auf andere Weise ein positives Bild, sie stellen den Juden als großherzig und mildtätig und seinen Wohlstand nicht als Symbol der jüdischen Gier, sondern als Mittel der Rettung aus der Not dar, und sie belohnten das jüdische Bemühen um Assimilation. Dem entspricht auch Old Isaacs, indem er den christlichen Geboten der Nächstenliebe und der Barmherzigkeit folgt und sich überaus mutig, mitfühlend und großherzig zeigt. Die stereotypen Darstellungen Old Isaacs und der übrigen jüdischen Akteure, im Aussehen und in den Handlungsweisen, dienen in dem Rahmen dieses Stummfilms vorrangig der Identifizierung und der leichten Nachvollziehbarkeit der Handlung, nicht der Stigmatisierung. Tatsächlich ist Old Isaacs’ Darstellung überaus positiv.
Old Isaacs, the Pawnbroker ist einer der ersten Vertreter des Genres der in der New Yorker Lower East Side angesiedelten Ghettofilme, als Subgenre des seinerzeit populären Einwandererfilms, der neben den Juden die Gruppen der Italiener, der Iren und (selten) der Deutschen darstellte. In den Ghettofilmen werden meist die kulturellen Gegensätze zwischen dem traditionsverhafteten Judentum der Einwanderer und der amerikanischen Gesellschaft thematisiert. Vor dem Ersten Weltkrieg waren die Themen häufig zerbrochene Beziehungen, wie in The Ghetto Seamstress (Yankee, 1910), The Heart of a Jewess (Universal Film, 1913) und A Passover Miracle (Kalem Company, 1914). Auch David W. Griffith wandt sich wiederholt dem Genre zu, und bereits im Herbst 1908 griff er als Regisseur die Hauptrolle des jüdischen Pfandleihers wieder auf. Allerdings ist seine Romance of a Jewess eine Komödie, die den Widerstand gegen eine arrangierte Ehe thematisiert. Sie hat wenig mit dem zutiefst sentimentalen Old Isaacs, the Pawnbroker gemein. Mit The Jew’s Christmas griffen Lois Weber und Phillips Smalley 1913 erstmals das Thema gemischter Ehen und des Abfalls der jüngeren Generation vom Glauben der Väter auf, das nach dem Krieg den Ghettofilm bestimmte.